# Sao đôi quang học
Trong thiên văn học, sao đôi quang học là trường hợp khi hai ngôi sao (hay tổng quát là hai thiên thể) có vẻ nằm gần nhau khi được quan sát từ Trái Đất.
Có hai kiểu sao đôi quang học: sao đôi thị giác và sao đôi quang học biểu kiến. Các sao đôi thị giác được coi là một hệ sao đôi thực sự và nằm gần nhau trong vũ trụ ở mức đủ để có sự tương tác hấp dẫn khiến chúng quay quanh lẫn nhau. Trái lại, các sao đôi quang học biểu kiến là hai ngôi sao chỉ có vẻ ở gần nhau, và trên thực tế nằm cách nhau rất xa trong không gian và không có tương tác hấp dẫn.
Kể từ đầu những năm 1780, nhiều nhà quan sát sao đôi quang học chuyên nghiệp lẫn nghiệp dư đã đo khoảng cách và góc giữa các sao đôi quang học bằng kính viễn vọng để xác định chuyển động tương đối của các sao đôi quang học.
Để phát hiện ra các sao đôi quang học không phải là sao đôi thực sự, cần quan sát chúng trong một thời gian dài, thường là nhiều năm. Nếu chúng chuyển động theo các đường thẳng, thì có nhiều khả năng chúng không nằm trong hệ sao đôi. Nếu vị trí của chúng dao động quanh nhau, thì chúng là sao đôi thực sự.

## Ví dụ

### Sao đôi thị giác
- Sirius A và B.
- Procyon A và B.
- Capella A và B.
- Acrux A và B.
- Algol A và B.

### Sao đôi quang học
- Winnecke 4.

### Chưa xác định
- Hệ Alpha Centauri (A và B) và Proxima Centauri (= Alpha Centauri C?).
- Hệ Castor (Aa/Ab/Ba/Bb và YY Geminorum (= Castor Ca/Cb?).
- Hệ Mizar (Aa/Ab/Ba/Bb) và Alcor (= Mizar C?).